# Pomnik koziołków w Poznaniu
Pomnik koziołków – pomnik dwóch trykających się koziołków, zlokalizowany w Poznaniu na Placu Kolegiackim, w pobliżu głównego wejścia do Urzędu Miejskiego, czyli dawnego kolegium jezuickiego.
Pomnik, z uwagi na łatwą dostępność z poziomu gruntu i możliwość siadania na grzbietach zwierząt, jest popularnym miejscem wykonywania fotografii pamiątkowych przez turystów i mieszkańców miasta. Nawiązuje do jednego z symboli Poznania – koziołków z wieży ratuszowej.
Obiekt zaprojektował Robert Sobociński, a zrealizowano go w 2002. W roku 2019 z powodu remontu placu Kolegiackiego rzeźba koziołków została przeniesiona do parku Chopina.